# José Sanjurjo
José Sanjurjo Sacanell (Pamplona, 28 de marzo de 1872-Cascaes, 20 de julio de 1936) fue un militar español activo durante el primer tercio del siglo XX, a quien el rey Alfonso XIII concedió el título de marqués del Rif por su participación durante la guerra del Rif, en especial en el desembarco de Alhucemas.
Ocupó importantes puestos durante la monarquía alfonsina, en la dictadura de Primo de Rivera y durante los primeros tiempos de la Segunda República. Sin embargo, no tardó mucho en distanciarse del nuevo gobierno republicano y protagonizó un fallido golpe de Estado en agosto de 1932, la popularmente conocida como Sanjurjada. Tras ser detenido y encarcelado, finalmente le fue conmutada la pena de muerte y durante los gobiernos del segundo bienio republicano logró la excarcelación, exiliándose en el vecino Portugal.
En 1936 fue uno de los militares implicados en el golpe de Estado de julio de 1936, y estaba previsto que fuera el comandante en jefe del bando sublevado al inicio de la rebelión. El 20 de julio, cuando iba a tomar el avión para trasladarse a la zona sublevada y tomar el mando, sufrió un accidente durante el despegue de la avioneta y falleció.

## Biografía

### Carrera militar
Era hijo del coronel de Caballería Justo Sanjurjo Bonrostro, que murió en la tercera guerra carlista combatiendo por Carlos de Borbón. José Sanjurjo fue alumno de la Academia de Infantería de Toledo (promoción 1893-94). Inicia su carrera como teniente en Cuba, donde asciende a capitán. Tras el final de la guerra de Cuba vuelve a España y participa en las guerras de Marruecos. Intervino en la guerra de Melilla (1909) obteniendo la Cruz al Mérito Militar en la acción de la alcazaba de Zeluán y el ascenso a comandante por méritos de guerra en el zoco de Beni Buifrur. En 1911 regresa a Melilla para participar en la campaña del Kert. Al comienzo de la guerra del Rif es jefe del primer batallón del Regimiento San Fernando n°11 en Isfahen, obteniendo la Cruz al Mérito Militar por la toma del Monte Arruit en enero de 1912. Regresó a la península como excedente en octubre en 1912. Con el empleo de comandante de Regulares, cuerpo creado en 1912, fue premiado con la Cruz Laureada de San Fernando y el ascenso a teniente coronel por su acción en el combate de Beni Zaiem (Tetuán) el 1 de febrero de 1914.

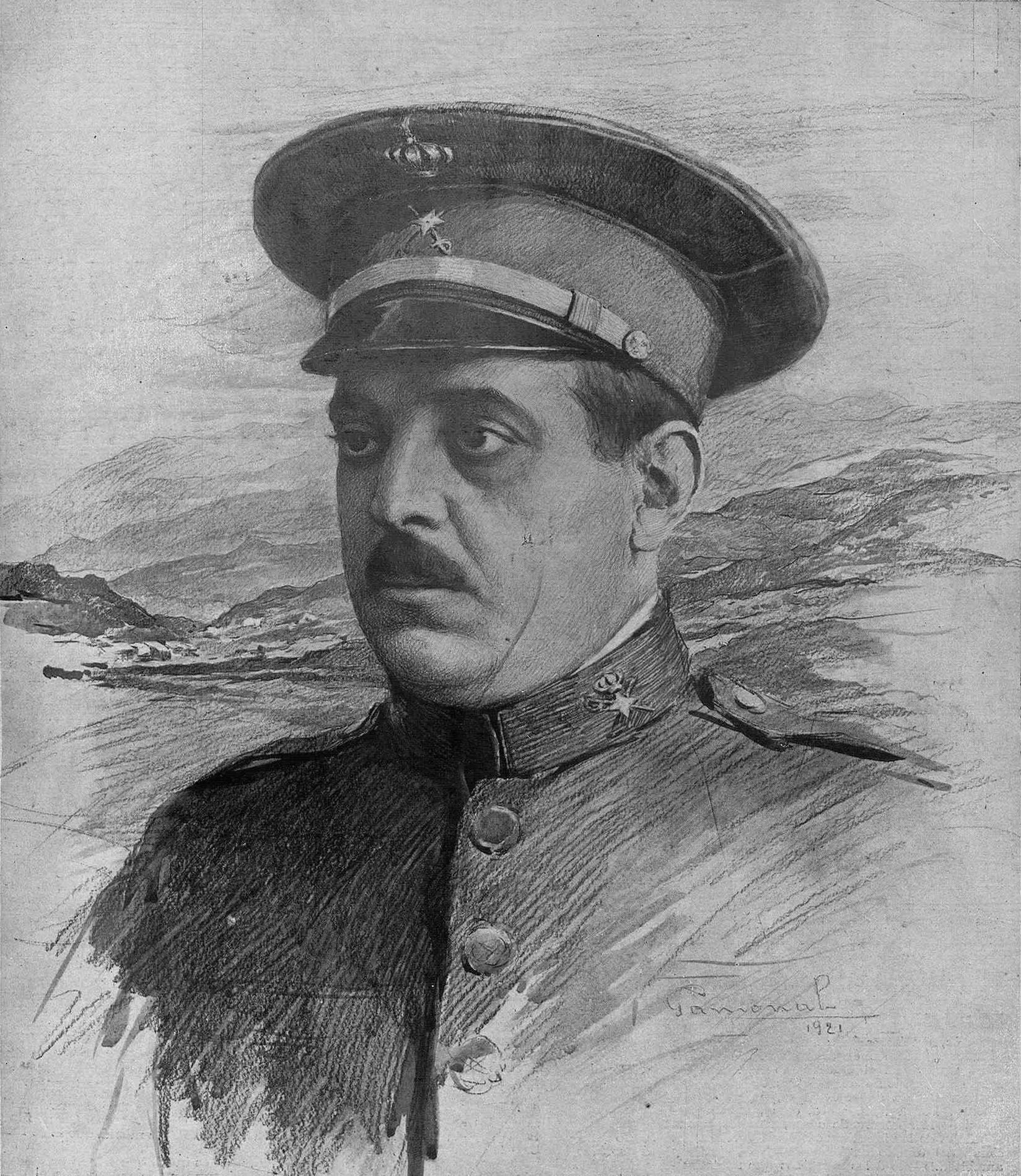
Retrato de José Sanjurjo realizado por Isidro Fernández Fuertes "Gamonal" (La Esfera, 1921).

En la reconquista del territorio perdido en Melilla después del desastre de Annual (1921), alcanzó el grado de general de División. De hecho, en diciembre de 1921 fue nombrado comandante general de Melilla para hacerse cargo de la situación. En 1922, estando al frente de la comandancia militar de Larache, investigó los casos de corrupción en la Intendencia e Intervención militar. Cuando en septiembre de 1923 se produce el golpe militar de Primo de Rivera, Sanjurjo en ese momento era gobernador militar de Zaragoza y apoya sin reservas la sublevación y la posterior dictadura que aquel instaura.[cita requerida]
En 1925, el dictador le nombra jefe de operaciones del desembarco de Alhucemas, donde el ejército expedicionario bajo su mando consigue una importante victoria , y antes de acabar el año es nombrado alto comisario de España en Marruecos, convirtiéndose así en la máxima autoridad del Marruecos español. En 1927, al finalizar la contienda, el rey Alfonso XIII le concedió el título de marqués del Rif. Ese mismo año también es nombrado jefe superior de todas las fuerzas militares en Marruecos.
En 1928 es nombrado director general de la Guardia Civil, puesto que también simultanea con el de alto comisario en Marruecos. En 1931, Alfonso XIII le concederá la gran cruz de la Orden de Carlos III. Tras la caída de la dictadura de Primo de Rivera en enero de 1930, el rey lo reemplazó por el general Dámaso Berenguer para que tutelara una vuelta al orden constitucional anterior a 1923. Este hecho contrarió enormemente a Sanjurjo, que se consideraba mejor preparado para el cargo. Sin embargo, el Gobierno Berenguer fracasó estrepitosamente en sus propósitos y pronto quedó patente la nueva situación.

### Segunda República

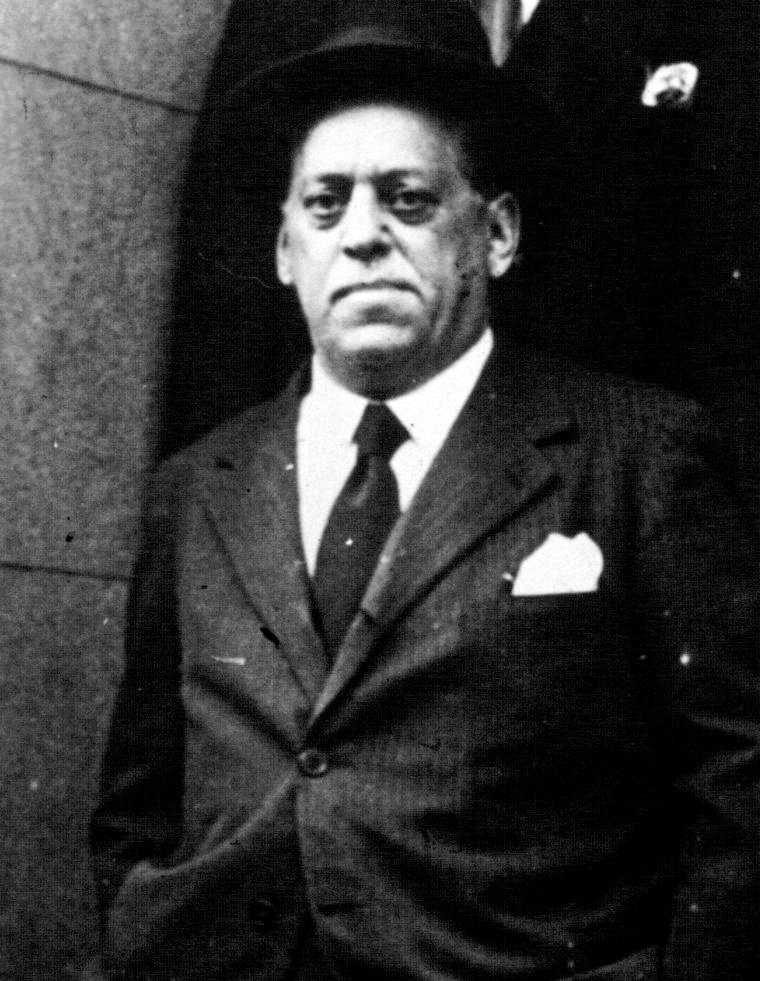
José Sanjurjo en 1932.

A pesar de las anteriores muestras de confianza por parte de Alfonso XIII, las elecciones del 12 de abril de 1931 significaron la victoria de las candidaturas republicanas y socialistas en las principales ciudades y centros urbanos, incluidas Madrid y Barcelona. La población se lanzó a la calle a celebrar el éxito, dejando patente la soledad del rey y sus partidarios. Preguntado por el gobierno del almirante Aznar si este podía contar con el apoyo de la Guardia Civil y el suyo propio, Sanjurjo afirmó que no podía garantizarlo y se inhibió. Poco después Alfonso XIII abandonaba el poder y oficialmente era proclamada la Segunda República. Esta acción consolidó la llegada del nuevo régimen republicano y por ello fue confirmado en el cargo de director general de la Guardia Civil por las nuevas autoridades. Este cambio en las fidelidades de Sanjurjo parece estar motivado por el rencor que le causó el abandono de Primo de Rivera por parte del rey tras la caída de la dictadura en 1930. El nuevo gobierno confirmó su confianza en Sanjurjo cuando le nombró nuevamente, y por breve tiempo, Alto Comisario Español en Marruecos.
No obstante, su desagrado con el nuevo régimen empezó bien pronto: las reformas militares de Azaña no gustan a Sanjurjo, especialmente la reducción de efectivos del ejército y el nombramiento de López Ferrer, un civil, como alto comisario en Marruecos, por lo que muestra su desagrado. A finales de 1931 se producen los sucesos de Castilblanco (Badajoz), donde mueren cuatro guardias civiles a manos de manifestantes. Poco después, en Arnedo (La Rioja), mueren cinco civiles al disparar la Guardia Civil contra una concentración de trabajadores en los denominados sucesos de Arnedo. Al iniciarse las investigaciones de ambos sucesos, Sanjurjo muestra su disconformidad, lo que junto con sus críticas a las reformas militares hace que sea sustituido al frente de la Guardia Civil por el general Miguel Cabanellas, pasando él a la Dirección de Carabineros. Esta creciente confrontación con el gobierno por las reformas militares de Azaña junto con el proyecto de estatuto de autonomía para Cataluña le llevan a preparar con algunos carlistas seguidores de Manuel Fal Conde y el conde de Rodezno, así como otros oficiales militares, una rebelión en Sevilla el 10 de agosto de 1932. El bando militar del general Sanjurjo rezaba:

Queda declarado el estado de guerra en toda la región andaluza, con las consecuencias que dicho estado lleva consigo. Como Capitán General de Andalucía, asumo el mando concentrado en mi autoridad de todos los poderes. Así como Dios me permitió llevar al Ejército español a la Victoria en los campos africanos, ahorrando el derramamiento de sangre moza, confío en que también hoy me será permitido, con mi actitud, llevar la tranquilidad a muchos hogares humildes, y la paz a todos los Espíritus.

¡Viva España Única e inmortal!

La rebelión, conocida como la Sanjurjada, inicialmente tuvo éxito en Sevilla, donde logró hacerse con el control de la situación, pero fracasó absolutamente en Madrid, donde el gobierno pudo controlarla y reprimirla fácilmente. Posteriormente también en la capital andaluza tuvo problemas y, tras una huelga general se le escapó el control de la situación, terminó por desistir e intentó huir a Portugal, aunque fue detenido en Ayamonte (Huelva) junto con un hijo suyo cuando intentaba alcanzar la frontera.

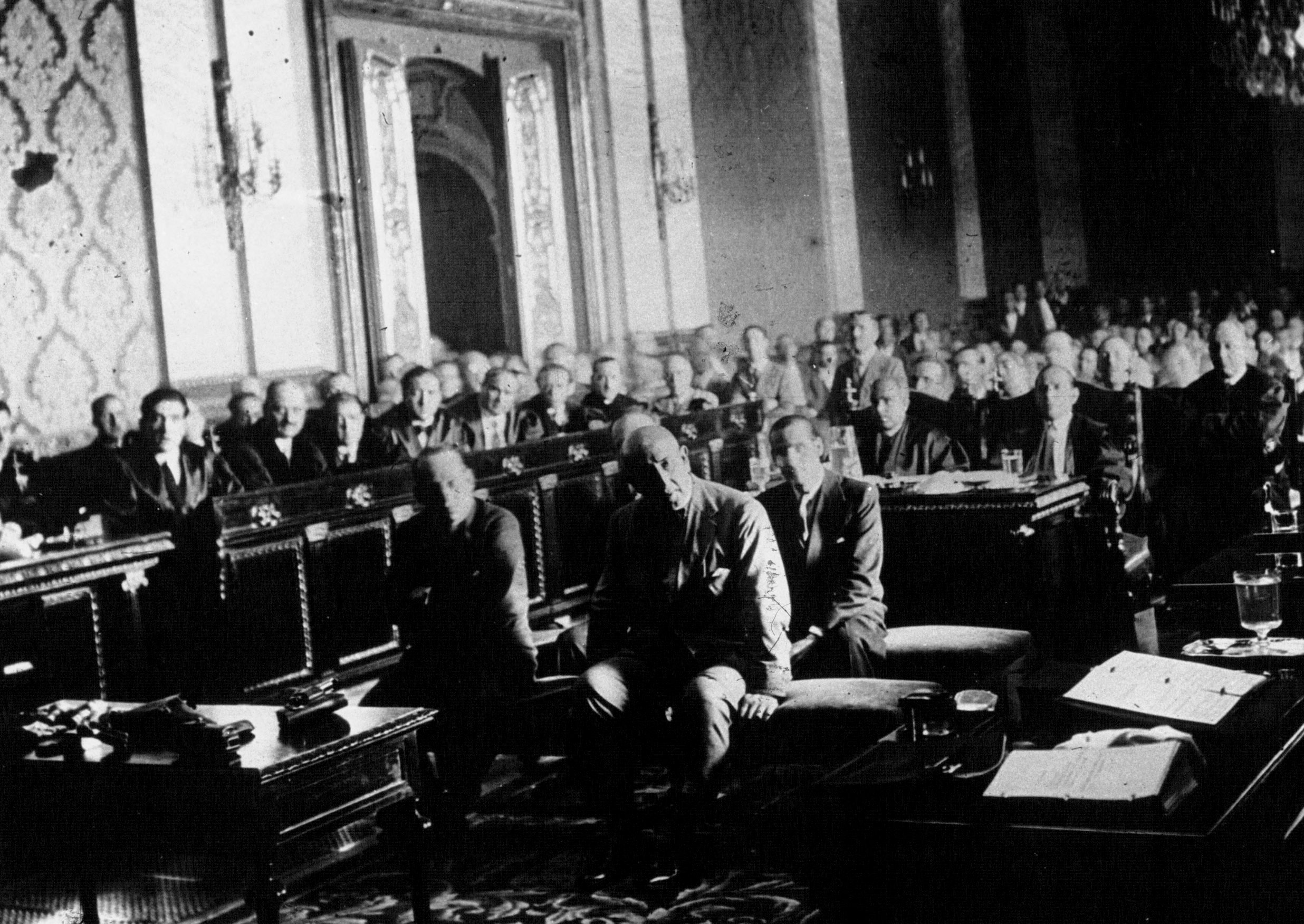
Sanjurjo con otros oficiales siendo juzgado en el tribunal en 1932.

Sanjurjo, como cabecilla de la fracasada sublevación, fue juzgado y condenado a muerte, aunque el gobierno republicano no quiso repetir la actuación de la dictadura con los sublevados de Jaca, por lo que la condena a muerte le fue conmutada por la de cadena perpetua. En un primer momento fue ingresado en el penal de El Dueso, pero posteriormente es trasladado a la prisión militar del castillo de Santa Catalina de Cádiz, donde recibe informaciones de una posible amnistía (que finalmente obtendrá).
Cuando, tras las elecciones de noviembre de 1933 que dieron el triunfo a la coalición radical-cedista, se formó el nuevo gobierno presidido por Lerroux. En abril de 1934 se propone la concesión de una amnistía tanto a Sanjurjo como al resto de militares implicados en la sublevación. El presidente de la república, Alcalá-Zamora, se resiste a la firma del decreto y aunque finalmente lo acepta el último día del plazo legal, fuerza una modificación del mismo que impedía el retorno de Sanjurjo al ejército. Estas dilaciones y la modificación del decreto provocan una crisis de gobierno que hace dimitir a Lerroux, quien es sustituido por Ricardo Samper. 
El 25 de abril de 1934 el Gobierno libera a Sanjurjo, que marchó al exilio en Estoril (Portugal), donde permanecerá un tiempo como uno de los conspiradores contra el régimen republicano. A la par, se decreta el Estado de alarma en todo el país, estado que había decaído apenas veinte días atrás, por amenazas de huelgas.

### Conspiración y Guerra Civil

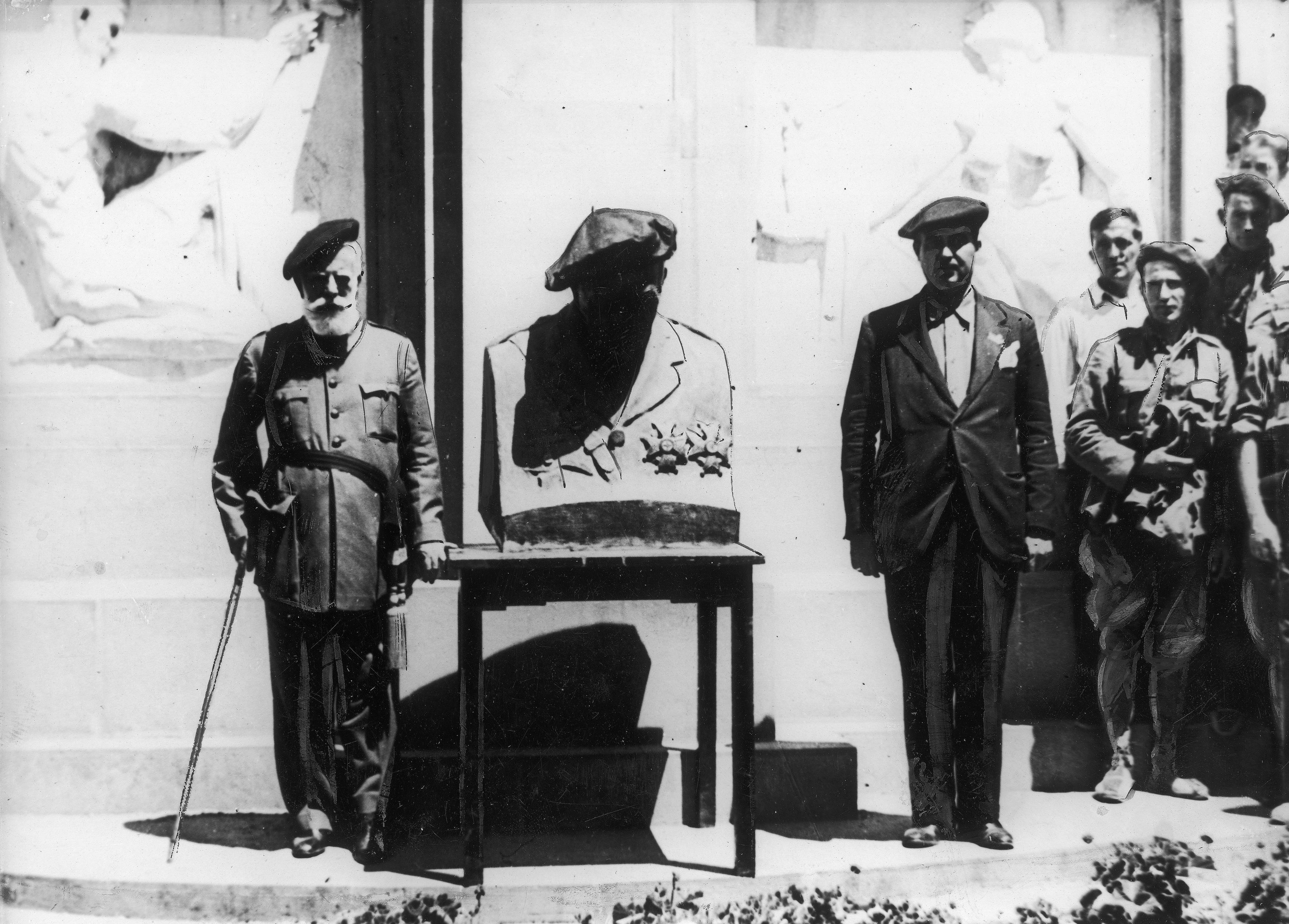
El general Miguel Cabanellas junto a Manuel Fal Conde inaugurando un busto del general Sanjurjo con boina carlista tras su muerte, julio de 1936.

Desde mediados de marzo de 1936, en determinados ambientes políticos y militares, empezó a fraguarse la idea de derribar al recién elegido gobierno del Frente Popular mediante un golpe de Estado. En un principio, la fecha fijada iba a ser el 20 de abril y el estilo del golpe muy similar al que dio el general Pavía en 1874, pero el ejecutivo desbarató la conspiración y ésta tuvo que desplazarse de Madrid. El general Emilio Mola asumió entonces la dirección del complot, orientándolo hacia un modelo similar al que protagonizó Riego en 1820 o el reciente de Primo de Rivera (1923).
En el organigrama de los sublevados estaba previsto, desde el principio, que Sanjurjo asumiera la Jefatura de la rebelión, ya que, además de ejercer la dirección nominal de la clandestina Unión Militar Española (asociación militar organizadora de la conspiración), era considerado como el general de más prestigio y un líder aceptable para las distintas tendencias ideológicas que participaban en el golpe. Estos planes se concretarían en la sublevación que se inicia en el norte de Marruecos la tarde del 17 de julio de 1936, que debía hacerse con el control del país de forma rápida. No obstante, los planes no salieron según lo planeado: al no conseguir triunfar de forma inmediata en toda España, esta sublevación inicial daría origen a la guerra civil española.

### Accidente de aviación
Por orden del general Mola, «El Director» de la conspiración, el aviador Juan Antonio Ansaldo va el 20 de julio a Estoril a recogerle con su avioneta para trasladarle a Burgos, donde asumiría el mando del golpe de Estado. Sin embargo, el aparato, un De Havilland DH.80 Puss Moth, matrícula EC-III, se estrella a los pocos momentos del despegue y termina envuelto en llamas al impactar contra una valla de piedra en la actual rúa de Santa Cruz, en la pedanía de Areia (Cascaes), donde sus compañeros de armas erigieron años después un sencillo monolito conmemorativo. Sanjurjo muere y el piloto, que logró sobrevivir con heridas leves, atribuirá el siniestro al exceso de equipaje del general. Sin embargo, el historiador Ángel Viñas, basándose en el propio relato de Ansaldo y contando con el asesoramiento de un piloto de aviación profesional, ha afirmado que el accidente fue debido al «capricho de Ansaldo y su impericia». Según Viñas y su asesor, no fue sensato intentar el despegue superando el peso máximo tolerado ―llevaba un depósito auxiliar de combustible de 80 litros instalado en la avioneta apresuradamente―, con tanto calor, eran las cuatro de la tarde de un día de mediados de julio, pues con esa temperatura el motor no podía dar su potencia máxima, y en un campo improvisado y desconocido para el piloto (un terreno utilizado como hipódromo denominado La Marinha). Tampoco fue sensato pedirle a Sanjurjo que se incorporara para facilitar el despegue, lo que hizo que se tuviera que quitar el cinturón de seguridad, con consecuencias mortales para él cuando el avión se estrelló, mientras que Ansaldo logró sobrevivir..
Su muerte y los fracasos de Goded y Fanjul (arrestados y, más tarde, fusilados) obligaron a reorganizar los planes de los golpistas. Mola, el Director, se trasladó el 21 de julio desde el norte hasta Zaragoza, donde se reunió con el general Cabanellas y le invitó a presidir la Junta de Defensa Nacional, que se formó en Burgos tres días después.
Sus restos mortales estuvieron en la cripta del Monumento a los Caídos de Pamplona desde el 17 de julio de 1961 hasta el 16 de noviembre de 2016, fecha en la que fueron exhumados por decisión del Ayuntamiento de la capital navarra. El 23 de marzo de 2017 fueron enterrados en el Panteón de Regulares número 2 del cementerio municipal de la Purísima Concepción de Melilla.

## Condecoraciones
- Gran Cruz laureada de San Fernando (1914 y 1927)[28]
- Gran cruz de la Orden del Mérito Militar (1920)[29]
- Gran cruz de la Orden del Mérito Naval, con distintivo rojo (1926)[30]
- Gran cruz de la Orden de San Hermenegildo (1926)[31]
- Gran cruz de la Orden de Carlos III (1931)
- Título honorífico de Observador Aéreo (1927)